# European Journal of Immunology
European Journal of Immunology es una revista académica de la Federación Europea de Sociedades Inmunológicas que cubre la investigación inmunológica básica, con un enfoque principal en el procesamiento de antígenos , la respuesta inmune celular , la inmunidad a las infecciones , la inmunomodulación , la señalización de leucocitos , la inmunología clínica , la inmunidad innata , la inmunología molecular. y nuevas tecnologías relacionadas.
El editor en jefe es James Di Santo. Según Journal Citation Reports , la revista tuvo un factor de impacto en 2020 de 5.532. 

## Métricas de revista
2022
- Web of Science Group :5.532
- Índice h de Google Scholar: 209
- Scopus: 5.073